# Beresteczko
Beresteczko (ukr. Берестечко) – miasto na Ukrainie, w obwodzie wołyńskim, w rejonie łuckim, nad Styrem.
W  XVI wieku było prywatnym miastem szlacheckim w województwie wołyńskim.
Do 2020 w rejonie horochowskim. 

## Historia

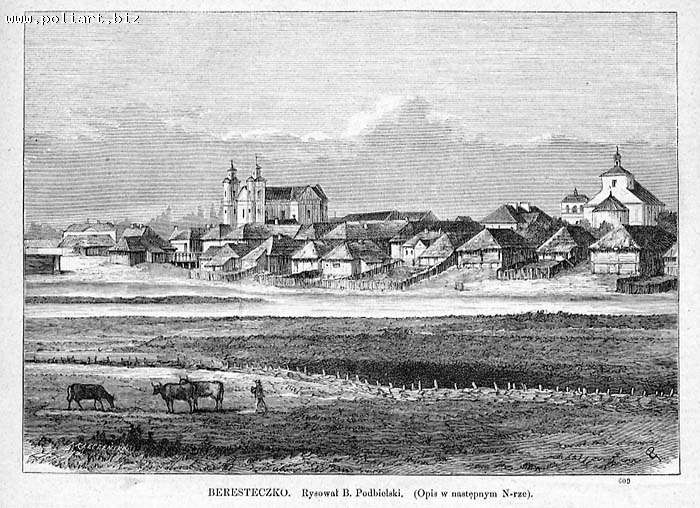
Beresteczko w XIX w.

Miasto założone zostało w 1445 roku.  Prawa miejskie nadano  mu  w 1547 roku.
Pod koniec XVI w. do Beresteczka sprowadził braci polskich starosta łucki Aleksander Proński. Kościół zajęty był na zbór braci polskich, a klasztor na szkołę. W 1629 roku właścicielem miasta był Rafał Leszczyński, wojewoda bełzki. Pod koniec pierwszej połowy XVII w. mieszkał tu Andrzej Wiszowaty.
W 1648 roku społeczność Żydów osiągnęła liczbę prawie 1000 osób. W czasie powstania Chmielnickiego kozacy zamordowali około 200 rodzin żydowskich.
W dniach 28–30 czerwca 1651 w pobliżu Beresteczka, na prawym brzegu Styru odbyła się słynna bitwa wojsk Jana Kazimierza z przeważającymi siłami kozackimi pod dowództwem Bohdana Chmielnickiego, wspieranymi przez wojska tatarskie, w której oddziały królewskie odniosły druzgocące zwycięstwo.

Od 1765 roku miasto należało do Zamojskich, a od 1795 roku do Platerów.  Wówczas gmina żydowska liczyła 872 osoby, w tym 632 zamieszkujące w samym mieście.

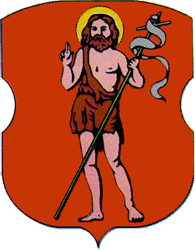
Przedwojenny herb

Pod koniec XVIII w. mieszkańcy Beresteczka wymarli na dżumę (przy życiu pozostało 5 osób).
Gmina żydowska odrodziła się po epidemii tyfusu i w 1847 roku liczyła 1927 członków, a w 1897 roku – 2251. W 1850 roku funkcjonowały 4 synagogi, w tym 2 chasydzkie. W 1901 roku działały szkoła męska Kahana oraz żydowski szpital.

Żydzi zamieszkiwali rynek i sąsiednie ulice, m.in. w dworkach z facjatkami, wybudowanych w XVIII i XIX wieku. Zajmowali się przede wszystkim przetwórstwem spożywczym na potrzeby rynku lokalnego, handlem i rzemiosłem. W 1918 została uruchomiona szkoła hebrajska, która następnie została włączona do sieci Tarbut. Działały biblioteka żydowska i od 1930 roku Żydowski Bank Ludowy. Na przełomie lat 20. i 30. XX wieku zastępcą burmistrza Beresteczka był Baruch Forer. Przed wybuchem wojny funkcjonowało 6 bóżnic, w tym 3 chasydzkie. Gmina żydowska posiadała własny cmentarz.  
W II Rzeczypospolitej Beresteczko było siedzibą gminy, w powiecie horochowskim, w województwie wołyńskim. 15 kwietnia 1934 roku miasto i gmina wiejska Beresteczko wzajemnie wymieniły się częścią swoich terytoriów.  
Po agresji ZSRR na Polskę w 1939 roku, Beresteczko znalazło się pod okupacją sowiecką. Zdelegalizowano wszystkie partie polityczne i organizacje społeczne, zamknięto wszelkie niezależne instytucje. Znacjonalizowano handel i rzemiosło, co szczególnie dotkliwie odczuli Żydzi.  
23 czerwca 1941 roku miasto zajęli Niemcy. 8 sierpnia 1941 roku policja niemiecka (SD z Łucka) dokonała masowej egzekucji 300 mężczyzn narodowości żydowskiej na beresteckim podzamczu.   
W 1941 roku w Beresteczku Niemcy utworzyli getto dla ludności żydowskiej. Getto zostało zlikwidowane we wrześniu 1942 roku przez SD z pomocą ukraińskiej policji. Trzy tysiące jego mieszkańców rozstrzelano 2 km od miasta.
W 1943 roku Beresteczko było miejscem schronienia polskich uchodźców z rzezi wołyńskiej. Dla ich ochrony Niemcy powołali złożony z kilkudziesięciu Polaków oddział Schutzmannschaft, który odpierał ataki UPA. Polacy stopniowo z Beresteczka przedostawali się do Małopolski Wschodniej (wówczas w granicach Generalnego Gubernatorstwa)  lub byli wywożeni na roboty przymusowe do Niemiec. 17 stycznia 1944 roku Niemcy ostatecznie ewakuowali się z Beresteczka, zabierając Polaków, którzy trafili do obozu w Prusach Wschodnich.
Pochodzący z Beresteczka Benedykt Gajewski stworzył publikację pt. Beresteczko. Szkice i materiały z dziejów miasteczka (1993).

## Zabytki

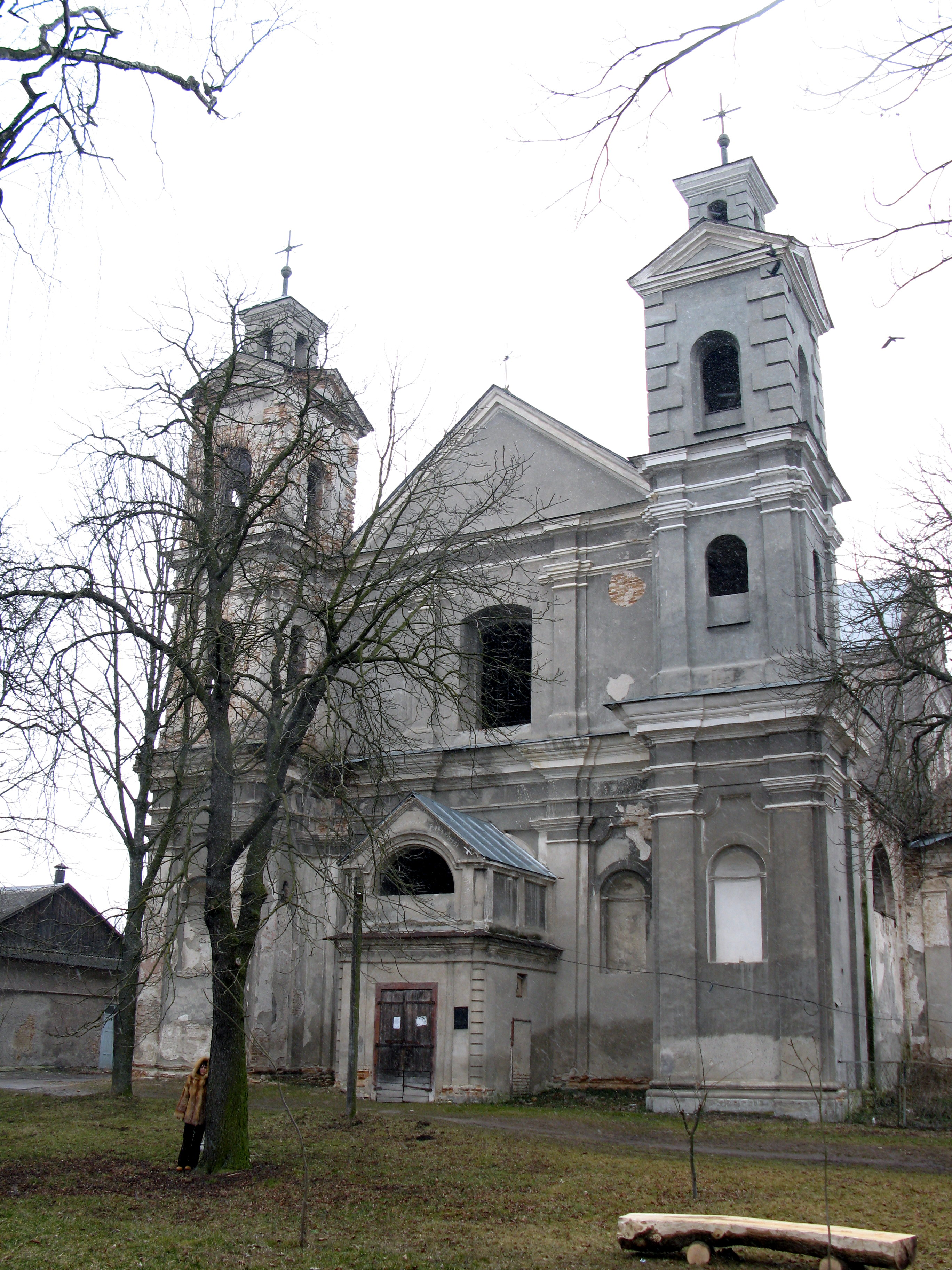
Kościół Trójcy Świętej

- Klasztor trynitarzy – Od końca XVII wieku swój piąty dom zakonny na terenie Rzeczypospolitej mieli w Beresteczku trynitarze. Jego fundatorem był Tomasz Jan Karczewski, kasztelan halicki. Zapis na rzecz zakonników poczynił w 1691 roku. Po jego śmierci, zięć – Prokop Jan Granowski, starosta żytomierski, spełniając wolę teścia, wybudował w 1693 roku murowane kościół i klasztor[10]. Pierwsze nabożeństwo odprawiono w nim w 1720 roku. W Beresteczku trynitarze posiadali także szkoły. Klasztor zniesiono w 1832 roku[11].

- prawosławny skit – od 1908 w Beresteczku mieścił się prawosławny skit Kozackie Mogiły[12].
- obronny zamek – wybudowany został na wyspie powstałej na rzece Styr. Budowniczym był książę Symeon Fryderyk Proński, wojewoda kijowski[13], ożeniony z Fedorą Bohowytyn[14]. Warownia była własnością ks. Prońskich i następnych posiadaczy miasteczka[15]. Zamek nie zachował się do czasów współczesnych.
- stary dwór – Jana Jakuba Zamoyskiego, w którym w 1787 roku goszczony był król Polski Stanisław August Poniatowski[13]. Dwór swoim rogiem prawie dotykał pałacyku[15].
- pałac – wybudowany na początku XIX w. przez Katarzynę Platerową. Jednopiętrowy murowany pałacyk powstał w stylu klasycystycznym[15].
- park krajobrazowy – został założony w 1805 roku przez Dionizego Miklera, twórcę parków i ogrodów na Wołyniu i Podolu. Ze względu na położenie park był jednym ze wspanialszych na Wołyniu[15].

## Demografia i inne
W połowie XIX w. w Beresteczku mieszkało 2853 mieszkańców. Przed 1939 rokiem, miasto znajdowało się na terenie powiatu Horochów. Były tam 1 kościół katolicki i 2 cerkwie.
W tym czasie miasto (z przedmieściami: Piaski, Staryki, Krasiłowka, Jurydyka) liczyło 5633 mieszkańców.

## Miasta partnerskie
- Janów Lubelski